# Лаура Ніколлс
Лаура Ніколлс (ісп. Laura Nicholls, нар. 26 лютого 1989) — іспанська баскетболістка, срібна призерка Олімпійських ігор 2016 року.

## Виступи на Олімпіадах
| Олімпіада           | Дисципліна | Місце |
| ------------------- | ---------- | ----- |
| Пекін 2008          | баскетбол  | 5     |
| Ріо-де-Жанейро 2016 | баскетбол  | 2     |

## Особисте життя
Лесбійка. Зустрічалася з Міс Всесвіт Іспанія 2017 Софією дель Прадо.